# Sorani
Sorani (kurdisch سۆرانی Soranî), auch Zentral- oder Südkurdisch genannt, ist eine kurdische Sprache mit etwa 4,5 Millionen Sprechern.

## Verbreitung und Dialekte
Sorani wird vor allem von Kurden aus dem Irak (ca. 4 Millionen) und aus Iran gesprochen. Es gilt mit etwa 4 Millionen Sprechern als die verbreitetste Form des Kurdischen im Irak. Zur Schreibung des Sorani wird meist die persische Schrift mit Sonderzeichen verwendet, zunehmend aber auch das kurdisch-lateinische Alphabet. Sorani verfügt über eine umfangreiche literarische Tradition (religiöse Texte, Dichtung, historische Werke).
Wichtige Dialekte des Sorani sind:
- Arbili, Rwandzi, Kirkuki, Khanaqini, Kushnawi, Mukri,
- Sulaimani, Bingirdi, Garrusi, Ardalani, Sanandaji, Warmawa, Garmiyani
- Jafi (Dialekt der Dschaf-Kurden)
- Judeo-Kurdisch

Die Ausbreitung des Sorani und seiner Dialekte ist eng mit der Herrschaft der Baban-Dynastie von Sulaimaniyya verbunden. Die wirtschaftliche Kraft der Stadt verbreitete das Sorani in der Region und verdrängte somit das ältere Hewramani und Gorani. Heute wird das Sorani auch als Quelle für Wortschöpfungen im Kurmandschi benutzt.

## Klassifikation
- Indogermanische Sprachen
  - Indoiranische Sprachen
    - Iranische Sprachen
      - Westiranische Sprachen
        - Nordwestiranische Sprachen
          - Kurdische Sprachen
            - Sorani

## Bemerkungen zur Grammatik

### Nomen und Pronomen

#### Nominalflexion
Das Sorani unterscheidet wie das Persische weder Kasus noch Genus bei Substantiven und Pronomina. Diese Formen haben sich jedoch in Kurmandschi und Zaza erhalten.
Dafür gibt es ein ausgebautes Artikelsystem. Der Artikel wird suffigiert (angehängt). Endet das Wort auf einen Vokal, wird ein Hiatus-Tilger eingeschoben (meistens -y-, bei gerundeten Vokalen auch -w-). In der kurdisch-arabischen Schrift wird der Hiatustilger allerdings nicht immer geschrieben, vgl. xanû-w-eke „das Haus“: خانوووه‌که neben خانووه‌که.
| Artikel | unbestimmt | bestimmt        |
| ------- | ---------- | --------------- |
| Sg.     | -êk / -yek | -(y)eke / -ke   |
| Pl.     | -(y)an     | -(y)ekan / -kan |

Der suffigierte Artikel steht nach Wortbildungssuffixen und vor Enklitika wie den enklitischen Personalpronomina, z. B. ker-eke-m „mein Esel“ oder xanû-w-eke-t „dein Haus“. Er wird nicht gesetzt bei eindeutigem Bezug, also bei Wörtern wie Mutter, Vater, Name usw., z. B. naw-it çî-ye? „Wie heißt du?“ (wörtl.: ‚Name-dein wie-ist‘).

#### Die Pronomina
In der folgenden Tabelle sind zum Vergleich die Kurmandschi-Formen aufgeführt. Kurmandschi unterscheidet zwischen Casus rectus (C.r.) und Casus obliquus (C.o.):
| Deutsch   | Sorani | Kurmandschi                     |
| --------- | ------ | ------------------------------- |
| ich       | min    | C.r.: ez / C.o. min             |
| du        | to     | C.r.: tu / C.o.: te             |
| er/sie/es | ew     | C.r.: ew / C.o.: wî (m), wê (f) |
| wir       | ême    | C.r.: em / C.o.: me             |
| ihr       | êwe    | C.r.: hûn / C.o.: we            |
| sie pl.   | ewan   | C.r.: ewan / C.o.: wan          |

#### Enklitische Personalpronomina
Sorani verfügt ebenso wie das Persische über enklitische Personalpronomina (auch: Pronominal-Suffixe):
| Deutsch | Sorani | Persisch |
| ------- | ------ | -------- |
| mein    | -im    | -am      |
| dein    | -it    | -at      |
| sein    | -î     | -aš      |
| unser   | -man   | -emân    |
| euer    | -tan   | -etân    |
| ihr     | -yan   | -ešân    |

Der Vokal -i- der ersten und zweiten Person fällt nach Vokal und kann bei den Pluralformen nach Konsonant gesetzt werden.
Die enklitischen Personalpronomina können für alle Satzglieder stehen mit Ausnahme des Subjekts (beachte die Besonderheit bei transitiven Verben in der Vergangenheit, s. u.), also für Possessivpronomina, für das indirekte Objekt, für Komplemente einer Präposition und im Präsens auch für das direkte Objekt.
In der Vergangenheit transitiver Verben fungieren sie als Agensmarker und können nicht für das direkte Objekt stehen. Sie kongruieren also mit dem Subjekt.
Eine weitere Besonderheit ist ihre Position. Sie stehen generell auf der zweiten Position ihrer Phrase. Fungieren sie als Possessivpronomina, werden sie direkt an das Bezugswort gehängt. Stellen sie ein Komplement regiert von einer Präposition dar, so können sie direkt an die Präposition gehängt werden (z. B.: legeł-im-da „mit mir“) oder sie erscheinen am Wort vor der Präposition (z. B.: agireke dûkeł-î lê-hełdesê. „Rauch steigt aus dem Feuer“; wörtl.: das Feuer, Rauch-ihm aus-hochsteigt, wobei das enklitische Personalpronomen -im von der Präposition lê regiert wird).
Ist der einzig mögliche Träger im Satz das Verb selbst, so hängen die enklitischen Personalpronomina entweder an verbalen Präfixen (z. B.: na-t-bînim „Ich sehe dich nicht.“) oder an der Verbalendung.

#### Tewang-Konstruktion
In vielen Dialekten des Sorani und auch in der standardisierten Version gibt es die Tewang-Konstruktion, bei der ein Nomen durch anderes näher bestimmt wird, das durch die Tewang (Hinzufügung, persisch Ezafe) mit dem zu bestimmenden Nomen verbunden ist.
Beispiel:
| Deutsch   | Sorani   | Kurmandschi |
| --------- | -------- | ----------- |
| Haus      | Mał      | Mal         |
| Mein Haus | Małî min | Mala min    |

Die Tewang-Verbindung gibt es im Singular und im Plural nur in einer Form. Darüber hinaus gibt es auch ein Casus rectus und ein Casus obliquus der Tewang-Verbindung.
Tewangformen im Casus rectus:
| Sorani Singular | Kurmandschi Singular | Sorani Plural | Kurmandschi Plural |
| --------------- | -------------------- | ------------- | ------------------ |
| î               | ê/a                  | ekanî         | ên                 |

Beispiele:
Tewangformen im Casus rectus (bitte überarbeiten):
| Deutsch   | Sorani   | Kurmandschi |
| --------- | -------- | ----------- |
| Dein Dorf | Gundî to | Gundê te    |
| Sein Name | Nawî ew  | Navê wî     |

### Das Verbum

#### Präsensbildung
Das Präsens wird in Sorani durch das Anhängen eines Präfixes de- und der Personalendung gebildet.
Beispiel „gehen“, dessen Stamm in Kurdisch -ç- ist:
| Deutsch        | Sorani     | Kurmandschi |
| -------------- | ---------- | ----------- |
| Ich gehe       | Min deçim  | Ez diçim    |
| Du gehst       | To deçî    | Tu diçî     |
| Er/Sie/Es geht | Ew deçê    | Ew diçe     |
| Wir gehen      | Ême deçîn  | Em diçin    |
| Ihr geht       | Êwe deçin  | Hûn diçin   |
| Sie gehen      | Ewan deçin | Ew diçin    |

#### Passivkonjugation
Das Sorani verfügt über eine gesonderte Passivkonjugation der Verben, hat jedoch keine Futurform wie das Kurmandschi und das Persische.

#### Verbkonjugation, Vergleich zum Persischen (Farsi)
Die Verbkonjugation weist gewisse Ähnlichkeiten mit dem Persischen, vor allem der Umgangssprache, auf.
| Deutsch   | Kurmandschi | Sorani      | Persisch (Umgangsspr.) | Persisch (Standardspr.) |
| --------- | ----------- | ----------- | ---------------------- | ----------------------- |
| ich sehe  | di-bîn-im   | de-bîn-im   | mi-bin-am              | mi-bin-am               |
| du siehst | di-bîn-î    | de-bîn-î    | mi-bin-i               | mi-bin-i                |
| er sieht  | di-bîn-e    | de-bîn-ê(t) | mi-bin-e               | mi-bin-ad               |
| wir sehen | di-bîn-in   | de-bîn-în   | mi-bin-im              | mi-bin-im               |
| ihr seht  | di-bîn-in   | de-bîn-in   | mi-bin-in              | mi-bin-id               |
| sie sehen | di-bîn-in   | de-bîn-in   | mi-bin-an              | mi-bin-and              |